# Солнцев Сергій Олексійович
Солнцев Сергій Олексійович — професор, доктор фізико-математичних наук, один з найдосвідченіших експертів у галузі маркетингових досліджень в Україні, завідувач кафедри промислового маркетингу факультету менеджменту та маркетингу Національного технічного університету України «Київський політехнічний інститут імені Ігоря Сікорського», керівник київської міської організації Громадської організації «Українська Асоціація Маркетингу».

## Освіта
Освіту здобув на механіко-математичному факультеті Київського державного університету ім. Тараса Шевченка за спеціальністю «Теорія ймовірності та математична статистика». 
- 1982 рік — вступив до аспірантури Київського державного університету імені Тараса Шевченка.
- 1985 рік — захистив кандидатську дисертацію на тему «Осциляційні властивості зважених сум незалежних випадкових величин». Відтоді працював у КПІ на посадах асистента, доцента кафедри вищої математики.
- 1991 рік — вступив до докторантури НТУУ «КПІ» по кафедрі вищої математики.
- 1995 рік — захистив дисертацію на здобуття наукового ступеня доктора фізико-математичних наук на тему «Граничні теореми для лінійно перетворених сум незалежних випадкових векторів».

## Трудова діяльність
- Після закінчення університету був направлений на роботу до Київського політехнічного інституту.
- З 1985 по 1995 р. працював у КПІ на посадах асистента, доцента кафедри вищої математики.
- З 1995 р. працює на посаді професора кафедри промислового маркетингу Національного технічного університету України «КПІ».
- З 2005 р. до тепер працює завідувачем кафедри промислового маркетингу Національного технічного університету України «КПІ».

### Українська Асоціація Маркетингу
Солнцев Сергій Олексійович є керівником київської міської організації Громадської організації «Українська Асоціація Маркетингу».

## Публікації
У доробку Сергія Олексійовича понад 100 науково-методичних робіт з теорії ймовірностей, прикладної статистики та маркетингу. Серед них: 
- 2 монографії:
  - «Asymptotic Behaviour of Linearly Transformed Sums of Random Variables» опублікована в Нідерландах (1997),
  - «Маркетинговий механізм впровадження інноваційних розробок підприємствами енергетичного машинобудування» (2017),
- Навчальний посібник «Маркетинговые исследования: теория, методология, статистика» у співавторстві з Зозульовим О.В. (2008).

## Звання та особливі нагороди
- 1993 року — став лауреатом премії КПІ за монографію «Функциональные методы в задачах суммирования случайных величин» (разом з В.В. Булдигіним).
- 2008 року нагороджений «Знаком Пошани» Київського міського голови.